# Aire urbaine d'Amboise
L'aire urbaine d'Amboise est une ancienne aire urbaine française centrée sur l'unité urbaine d'Amboise, une petite agglomération de trois communes. Elle a été intégrée en 2011 à l'aire urbaine de Tours à la suite de l'absorption de l'unité urbaine d'Amboise par l'unité urbaine de Tours.

## Caractéristiques
D'après la définition qu'en donne l'INSEE, l'aire urbaine d'Amboise est composée de 10 communes, situées en Indre-et-Loire. Ses 21 725 habitants font d'elle la 249e aire urbaine de France.
3 communes de l'aire urbaine sont des pôles urbains.
Le tableau suivant détaille la répartition de l'aire urbaine sur le département (les pourcentages s'entendent en proportion du département) :
| Département    | Communes | Communes (%) | Superficie (km²) | Superficie (%) | Population (1999) | Population (%) |
| -------------- | -------- | ------------ | ---------------- | -------------- | ----------------- | -------------- |
| Indre-et-Loire | 10       | 3,6          | 199,65           | 3,3            | 21 725            | 3,9            |

## Communes
Voici la liste des communes françaises de l'aire urbaine d'Amboise.
| Code INSEE | Commune               | Type                  | Département    | Superficie (km²) | Population (1999) | Densité (hab./km²) |
| ---------- | --------------------- | --------------------- | -------------- | ---------------- | ----------------- | ------------------ |
| 37003      | Amboise               | Pôle urbain           | Indre-et-Loire | +0040,65         | +00011 457,       | +00281,85          |
| 37043      | Cangey                | Commune monopolarisée | Indre-et-Loire | +0022,98         | +00 000773,       | +00033,64          |
| 37060      | Chargé                | Pôle urbain           | Indre-et-Loire | +0022,98         | +00 000947,       | +00041,21          |
| 37131      | Limeray               | Commune monopolarisée | Indre-et-Loire | +0014,39         | +00 000945,       | +00065,67          |
| 37161      | Mosnes                | Commune monopolarisée | Indre-et-Loire | +0014,5          | +00 000736,       | +00050,76          |
| 37163      | Nazelles-Négron       | Pôle urbain           | Indre-et-Loire | +0022,32         | +0 0003 633,      | +00162,77          |
| 37185      | Pocé-sur-Cisse        | Commune monopolarisée | Indre-et-Loire | +0010,61         | +0 0001 580,      | +00148,92          |
| 37230      | Saint-Ouen-les-Vignes | Commune monopolarisée | Indre-et-Loire | +0018,55         | +00 000941,       | +00050,73          |
| 37236      | Saint-Règle           | Commune monopolarisée | Indre-et-Loire | +0006,49         | +00 000347,       | +00053,47          |
| 37252      | Souvigny-de-Touraine  | Commune monopolarisée | Indre-et-Loire | +0026,18         | +00 000366,       | +00013,98          |
|            | Total                 |                       |                | +0199,65         | +00021 725,       | +00108,82          |